# Ivan Vukomanović
Ivan Vukomanović (Servisch: Иван Вукомановић) (Belgrado, 19 juni 1977) is een Servisch voetbalcoach en voormalig voetballer.

## Spelerscarrière
Vukomanović maakte in 1994 als middenvelder de overstap van de jeugd naar het eerste elftal van Sloboda Užice. Twee jaar later maakte hij de overstap naar FK Obilić, waar hij volledig doorbrak. De Joegoslaaf, die in die dagen ook jeugdinternational was, versierde een transfer naar Girondins de Bordeaux. Maar bij de Franse club kon hij nooit bevestigen. Vukomanović werd vier keer op rij uitgeleend. Eerst keerde hij terug naar Belgrado, waar hij zich aansloot bij Rode Ster, nadien belandde hij bij het Duitse 1. FC Köln. Maar omdat de stevige middenvelder ook in Keulen amper aan spelen toekwam, keerde hij in 2001 terug naar Rode Ster Belgrado. In het seizoen 2002/03 leende Bordeaux hem voor een jaar uit aan Dinamo Moskou. Na een korte terugkeer bij Bordeaux, tekende de middenvelder bij Alania Vladikavkaz. 
In 2005 verkaste Vukomanović voor het eerst naar België. Hij tekende bij KSC Lokeren. Tijdens de winterstop van het seizoen 2007/08 leende de club hem voor een half jaar uit aan het Israëlische Maccabi Herzliya.
Na zijn kort avontuur in Israël keerde Vukomanović terug naar België, waar Antwerp FC zijn nieuwe werkgever werd. De Serviër werd er een titularis en plaatste zich met de club voor de eindronde. Nadien bouwde hij zijn spelerscarrière af bij het Chinese Qingdao Jonoon en de Italiaanse amateurclub Troeggi Team.

## Trainerscarrière
In 2013 werd hij de assistent van Guy Luzon bij Standard Luik. Op 5 november 2014, na het ontslag van Luzon, werd Vukomanović gepromoveerd tot hoofdcoach van Standard Luik. Hij loodste de club naar de vijfde plaats, maar werd dan plots aan de kant geschoven. Op 2 februari 2015 moest de Serviër plaats ruimen voor José Riga. Vukomanović kreeg de mogelijkheid om opnieuw assistent-trainer te worden, maar besloot uiteindelijk om de club te verlaten.
Zijn eerstvolgende trainersopdracht was hij het Slowaakse Slovan Bratislava, waar hij op 18 augustus 2016 aangesteld werd. Op 1 mei 2017 won hij de beker van Slowakije met Slovan Bratislava. In juni 2017 tekende hij een contract van drie jaar bij Slovan Bratislava.